# Каштан (посёлок)
Кашта́н — посёлок в Боготольском районе Красноярского края России. Входит в состав Большекосульского сельсовета.

## География
Посёлок находится к северу от реки Чулым, на автотрассе федерального значения М53 «Байкал», на расстоянии примерно 17 км к юго-западу от города Боготол, административного центра района.

## Население
| 2010 |
| ---- |
| 342  |

### Гендерный состав
По данным Всероссийской переписи 2010 года, в посёлке проживало 342 человека (161 мужчина и 181 женщина).

## Улицы
| - ул. Буркова, - ул. Ветеранов, - ул. Железнодорожников, - ул. Каштановская, | - ул. Новая, - ул. Строителей, - ул. Центральная. |

## Транспорт
В посёлке расположена одноимённая станция Красноярской железной дороги.